# Julius Perlis
Julius Perlis (19 de gener de 1880, Białystok (Polònia, llavors Imperi Rus) – Ennstal, 11 de setembre de 1913) fou un jugador d'escacs jueu austríac, actiu durant la primera dècada del segle xx. La seva carrera escaquística es va trencar a causa de la seva mort sobtada en un accident, amb només 33 anys.

## Resultats destacats en competició
Al començament de la seva carrera, en Perlis va jugar a Viena, on hi guanyà el torneig local el 1901. El 1902 fou 3r al Quadrangular de la ciutat, 2n, rere Mikhaïl Txigorin el 1903, i 3r el 1904, en un torneig temàtic del gambit de rei (el campió fou Carl Schlechter). El 1905, empatà als llocs 4t-6è a Barmen (Masters B). El 1906, fou 9è a Oostende (el campió fou Schlechter). El 1906, fou 3r a Viena. El 1907, empatà als llocs 7è-8è a Viena (1r Memorial Trebitsch), (el campió fou Jacques Mieses). El 1907, fou 16è a Oostende (Masters B). El 1908, empatà als llocs 7è-8è a Viena. El 1909, fou 7è a Sant Petersburg (el torneig el guanyaren Emanuel Lasker i Akiba Rubinstein). El 1909/10, fou 3r a Viena (II Memorial Trebitsch, el campió fou Richard Réti). El 1911 participà en el fortíssim torneig de Carlsbad, on hi acabà en 13a posició (el campió fou Richard Teichmann) El 1912, fou 5è a Sant Sebastià, (el campió fou Rubinstein). El 1912, empatà als llocs 3r-4t a Viena (el campió fou Schlechter). El 1913, fou 5è a Viena (el campió fou Rudolf Spielmann).
Perlis va morir d'accident, mentre practicava muntanyisme als Alps, el 1913.

## Partides notables
- Géza Maroczy vs Julius Perlis, Viena 1904, Torneig temàtic, gambit de rei refusat, variant clàssica, C30, 0-1
- Rudolf Spielmann vs Julius Perlis, Barmen 1905, gambit de rei refusat, variant clàssica, C30, 0-1
- Julius Perlis vs Frank James Marshall, Viena 1908, Torneig Trebitsch, defensa francesa, C00, 1-0
- Julius Perlis vs Eugene Znosko-Borovsky, Sant Petersburg 1909, defensa francesa, C00, 1-0